# Lumbriclymene nasuta
Lumbriclymene nasuta är en ringmaskart som beskrevs av Elise Wesenberg-Lund 1948. Lumbriclymene nasuta ingår i släktet Lumbriclymene och familjen Maldanidae. Inga underarter finns listade i Catalogue of Life.